# Aromás nukleofil szubsztitúció
Az aromás nukleofil szubsztitúció olyan szerves kémiai szubsztitúciós reakció, melynek során egy aromás gyűrűhöz kapcsolódó jól távozó csoportot – például halogenidet – nukleofil helyettesít. Aromás rendszerek esetén 6-féle nukleofil szubsztitúciós reakció fordul elő:
- az SNAr (addíciós-eliminációs) mechanizmus

- a diazóniumsóknál tapasztalt aromás SN1 mechanizmus

- az arin mechanizmus

- a szabad gyökös SRN1 mechanizmus
- az ANRORC mechanizmus
- Vicarious nukeofil szubsztitúció

Ezek közül a legjelentősebb az SNAr mechanizmus, amelyben az elektronszívó csoportok aktiválják az aromás gyűrűt a nukleofil támadásokkal szemben. Ilyen eset például, ha a távozó halogenidcsoporthoz képest orto vagy para helyzetben nitrocsoportok vannak.

## SNAr reakciómechanizmus
Az aril-halogenidek nem képesek SN2 reakcióra. Mivel a szénatom síkháromszöges vegyértékállapotú, a C−Br kötés a gyűrű síkjában fekszik. A hátoldali támadáshoz a nukleofilnek a benzolgyűrű belseje felől kellene közelítenie és valamilyen abszurd módon inverziót okozni a szénatomon. Ilyen reakció nem lehetséges.
Az SN1 reakció elképzelhető, de rendkívül kedvezőtlen, ehhez ugyanis a távozó csoportnak önmagától ki kellene lépnie, miközben aril kation marad vissza.
Az alábbi példa a 2,4-dinitro-klórbenzol lúgos vizes közegben lejátszódó aromás nukleofil szubsztitúciós reakciójának mechanizmusa.
Ebben a sémában a szénatomok az óramutató járásával megegyezően 1–6-ig vannak számozva, az 1-es szénatom, melyhez a klorid kapcsolódik, 12 óránál található.
Mivel a nitrocsoport növeli a nukleofil szubsztitúció iránti készséget, valamint meta irányító, ezért lehetővé teszi, hogy a benzolgyűrű hozzá kapcsolódó szénatomja negatív töltésű legyen. A Meisenheimer-komplexben a karbanion nemkötő elektronjai az aromás pi-rendszer részévé válnak, ami által az ipszo szén ideiglenesen kötést alakíthat ki a hidroxilcsoporttal (−OH). Az alacsonyabb energiájú állapot eléréséhez vagy a hidroxilcsoport távozik, vagy a klorid lép ki. Oldatban mindkét folyamat végbemegy. A köztitermékek kis hányadából kloridkilépés mellett termék (2,4-dinitrofenol) keletkezik, míg a maradék visszaalakul reaktánssá. Mivel a 2,4-dinitrofenol kisebb energiájú, belőle már nem fog reaktáns képződni, így némi idő elteltével a reakció egyensúlyi állapotot ér el, amelyben a 2,4-dinitrofenol van nagyobb mennyiségben jelen.
A rezonancia-stabilizált Meisenheimer-komplex keletkezése lassú lépés, mivel magasabb energiaszintet képvisel, mint az aromás kiindulási anyag. A klorid kilépése gyorsan végbemegy, mert ezzel visszaáll a gyűrű aromás rendszere.

## Aromás nukleofil szubsztitúciós reakciók
Az arének néhány jellemző szubsztitúciós reakciója:
- A Bamberger-reakcióban N-fenilhidroxil-aminok átrendeződésével 4-aminofenolok keletkeznek. A nukleofil a víz.
- A Sandmeyer-reakció és a Gattermann-reakció során diazónium só reagál halogenidekkel.
- A Smiles-átrendeződés ugyanennek a reakciótípusnak az intramolekuláris változata.

Az aromás nukleofil szubsztitúció ugyanakkor nem csak arénekre korlátozódik, heteroaromás gyűrűk még készségesebben reagálnak. A piridinszármazékok különösen reakcióképesek, ha orto vagy para helyzetű szubsztituenst tartalmaznak, mivel ilyenkor a negatív töltés hatékonyan képes a nitrogénen delokalizálódni. Az egyik klasszikus példa a Csicsibabin-szintézis, melynek során a piridin alkálifém-amiddal – például nátrium-amiddal – 2-aminopiridinné alakul.
A metil-3-nitropiridin-4-karboxilát vegyületben a meta helyzetű nitrocsoportot cézium-fluorid hatására 120 °C-on DMSO-ban fluorra cserélődik.

## Aszimmetriás aromás nukleofil szubsztitúció
Szén nukleofilekkel, például 1,3-dikarbonil vegyületekkel végzett reakciók esetén igazolták, hogy ezzel a módszerrel királis molekulák aszimmetriás szintézise valósítható meg. Az első beszámolót 2005-ben publikálták, szerves katalizátorként (mely egyben fázistranszfer katalizátorként is szolgál) a cinkonidin (N- és O-benzilezett) származékát használták.

## Fordítás
Ez a szócikk részben vagy egészben  a   Nucleophilic aromatic substitution című angol Wikipédia-szócikk ezen változatának fordításán alapul.  Az eredeti cikk szerkesztőit annak laptörténete sorolja fel. Ez a jelzés csupán a megfogalmazás eredetét és a szerzői jogokat jelzi, nem szolgál a cikkben szereplő információk forrásmegjelöléseként.